# Sándor Mikola
Sándor Mikola, född 16 april 1871 i Felsőpetróc i Ungern, död 1 oktober 1945 i Nagykanizsa i Ungern, var en ungersk fysiker och lärare. Han var ledamot i den ungerska vetenskapsakademien, Magyar Tudományos Akadémia. Som fysiker inom dielektrisk polarisering myntade han skapelsen Mikola-röret.
Som lärare har Sándor Mikola haft en betydande roll för ett antal välrenommerade forskare såsom matematikern John von Neumann och nobelpristagaren Eugene Wigner, som var några av hans elever. Mellan åren 1928 och 1935 var han rektor för Budapest-Fasori Evangélikus Gimnázium Fasori Gimnázium), en gymnasieskola nära Stadsparken i Budapest vid 1071 Budapest, Városligeti fasor 17–21 i centrala Budapest.

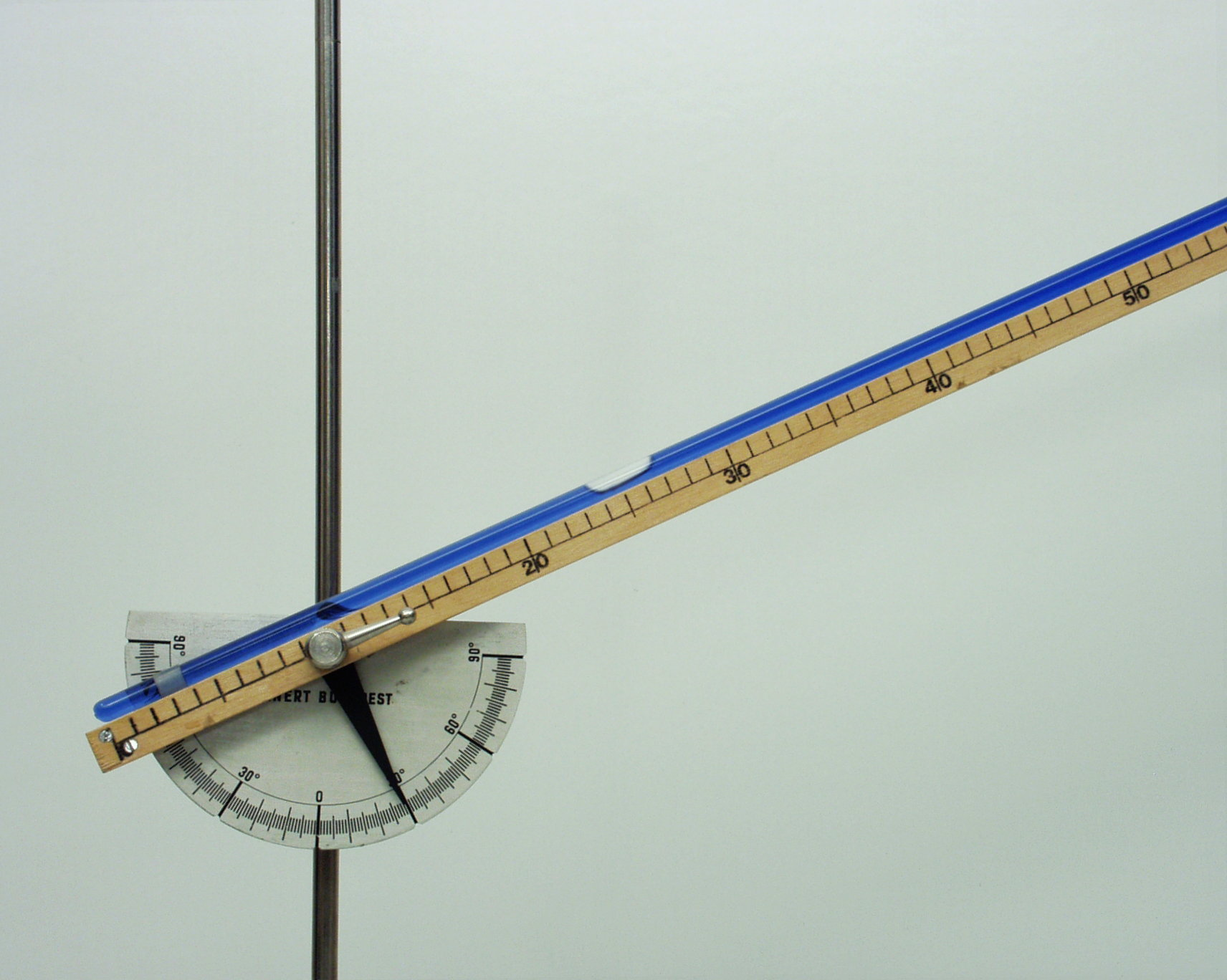
Mikola-röret.